# Château Labégorce-Zédé
 (août 2008).
Si vous disposez d'ouvrages ou d'articles de référence ou si vous connaissez des sites web de qualité traitant du thème abordé ici, merci de compléter l'article en donnant les références utiles à sa vérifiabilité et en les liant à la section « Notes et références ».
Le château Labégorce-Zédé est un ancien domaine viticole de 27 ha situé dans l'AOC Margaux, dans le Médoc, en Gironde. Il faisait partie de la liste limitée des neuf crus bourgeois exceptionnels de 2003. Avec le château Labégorce-Margaux qui lui est associé, il appartient à la famille Perrodo. Il fusionne avec château Labégorce Margaux et Château L'Abbé Gorsse de Gorsse, pour ne former plus qu'un à partir du millésime 2009 : le Château Labégorce-Margaux. Le nom « Zédé » sera gardé pour le second vin de la propriété : Zédé de Labégorce.

## Toponymie
Gorsse (ou Gorce), est un nom très ancien en Guyenne, qui s’est répandu dans tout le Médoc au Moyen Âge[réf. nécessaire]. Plusieurs familles Gorsse ont résidé pendant des siècles à Margaux et dans les communes voisines. Un « abbé Gorce » a peut-être laissé son nom au lieu[réf. nécessaire]. L’existence de la Maison Noble de La Bégorce depuis 1332 est mentionnée par Edouard Ferret dans son édition de 1868, qui la présente comme une des plus belles et des mieux situées sur la commune de Margaux.

## Histoire du domaine
Après la Révolution française, le fief fut divisé entre trois propriétaires. Le domaine est originellement issu du grand domaine du château Labégorce vendu en 1795 par parcelle. La parcelle du futur Zédé est acquise par la famille Benoist, dont le descendant, l'ingénieur Gustave Zédé et son frère Émile Zédé développeront l'exploitation et la qualité à la fin du XIXe siècle. Le domaine passe ensuite dans différentes mains et fut finalement classé Cru bourgeois en 1966, puis Cru bourgeois exceptionnel en 2003, grâce au travail de Luc Thienpont.
En 2005, Hubert Perrodo rachète le domaine à la famille Thienpont et réalise ainsi le regroupement de la propriété historique. Il est actuellement dirigé par sa fille Nathalie Perrodo.

### Gorsse de Gorsse
Cette partie de la propriété où se trouvait le château d’origine, située dans les terres graveleuses et sur les croupes les plus élevées de Margaux, était environnée des crus les plus célèbres de cette commune. Les vins de l'abbé Gorsse Pérès, comme ceux de Labégorce Rooryck, étaient autrefois en tête des crus bourgeois supérieurs de Margaux. La première fois qu’ils ont été exposés en 1905 à Liège, ils obtinrent une médaille d’Or et grand prix en collectivité. Le vignoble fut racheté par le Château Margaux, et la bâtisse du XVIIe siècle fut acquise par Hubert Perrodo en 2002.

### Labégorce
C’est le centre du domaine avec la demeure d’époque Restauration et de style néo-classique, œuvre de l’architecte Corcelles (1765-1843). À l’époque de la construction, le propriétaire est Elisabeth Weltener, veuve de Jean Marcellin Bernard, à laquelle succéda le Sieur Capelle en 1832. En 1865, Fortuné Beaucourt en fit à son tour l’acquisition. Le nouveau propriétaire du domaine fut à deux reprises maire de Margaux. Il fit aussi exécuter de nombreux travaux de modernisation du château, dirigés par l'architecte Georges Minvielle (1867-1893). Le domaine fut vendu à la famille Rooryck en 1918 puis à la famille Condom en 1965, avant d’être finalement racheté par Hubert Perrodo en 1989.

### Labégorce Zédé
La majeure partie du domaine de Labégorce fut vendue en août 1795 aux époux Benoist, dont les descendants, l’ingénieur Gustave Zédé, directeur des constructions navales, concepteur du premier sous-marin français (Le Gymnote, en 1888) et son frère, le vice-amiral Émile Zédé, ajoutèrent leur nom à celui du cru. Il passa ensuite aux mains de Bayer, et en 1961, à celles de Jean Battesti, qui replanta une partie du vignoble et s’attacha à produire un vin de bonne qualité. En 1979, Battesti céda sa propriété au G.F.A. du château Labégorce-Zédé, gérée par Luc Thienpont. Il incorpore alors de la classification des crus bourgeois en 2003. En 2005, Hubert Perrodo en fait l’acquisition et réalise ainsi le regroupement de la propriété historique. Il est actuellement dirigé par sa fille Nathalie Perrodo Samani.

## Terroir
Sur un domaine viticole de 27 ha en production reposant sur un sol à 90 % sablo-graveleux et 10 % sablo-limoneux, l'encépagement est constitué à 60 % de cabernet sauvignon, 33 % de merlot, 5 % cabernet franc, 2 % petit verdot. L'âge moyen des vignes est de 35 ans et les rendements pratiqués sont de 50 hl/ha.

## Vin
La fermentation de Labégorce-Zédé se fait en cuve de béton et l'élevage en barrique est effectué pendant 15 mois. Le domaine produit environ 90 000 bouteilles par an.